# Boudouaou El Bahri
Pour les articles homonymes, voir Boudouaou, Bahri et Alma.
Ne doit pas être confondu avec Boudouaou.
Boudouaou El Bahri (بودواو البحري en arabe, Vuduaou en kabyle Alma-Marine pendant la colonisation française) est une commune de la wilaya de Boumerdès en Algérie, dans la daïra de Boudouaou, située à 5 km au nord de Boudouaou, à 7 km à l'ouest de Boumerdès et à environ 35 km à l'est d'Alger.

## Géographie
| Mer Méditerranée, Forêt de Réghaïa       | Mer Méditerranée   | Mer Méditerranée |
| Réghaïa (Wilaya d'Alger), Lac de Réghaïa | Boudouaou El Bahri | Corso            |
| Réghaïa (Wilaya d'Alger)                 | Boudouaou          | Corso            |

## Routes
La commune de Boudouaou El Bahri est desservie par la route nationale 24 (Route de Béjaïa) et par le chemin de wilaya CW 222.

## Histoire
La ville Boudouaou El Bahri était connue à l'époque de la colonisation française sous le nom d'Alma-Marine en référence à la bataille de l'Alma de la guerre de Crimée. "En 1907, Fernand Ancey fait don d'un terrain situé en bordure de mer à la municipalité de l'Alma. Dès 1908, Alma Marine était née avec sa longue plage de 15 km de sable fin et doré. À cette époque, quelques familles de maraîchers, d'agriculteurs vivent dans leurs fermes toutes proches. Les gens des environs profitent des bains, mais regagnent leur demeure le soir" raconte Ariette Ferrandis-Hoddé.[réf. souhaitée]
Dès 1918, des lots de terrains furent vendus. Des cabanons, d'abord en bois puis en maçonnerie, furent construits. Les propriétaires et les locataires y passaient les mois d'été, profitant de la fraîcheur de la brise marine. [réf. souhaitée]
En plus, dès 1919, un autobus assurait une liaison journalière de l'Alma (Boudouaou) jusqu'au bord de mer et continuait sa route vers Alger.[réf. souhaitée]